# Mercè Rivadulla i Gràcia
Mercè Rivadulla i Gràcia (Vallobar, Baix Cinca, 1947) és una advocada i política catalana, diputada al Congrés dels Diputats en la V i VI legislatures 

## Biografia
Començà la carrera de dret a la Universitat de Barcelona però es llicencià a la Universitat Complutense de Madrid, on va conèixer el seu primer marit, responsable de l'OAP a Madrid. De 1973 a 1976 Va treballar com a advocada laboralista a Torrejón de Ardoz, alhora que exercia com a col·laboradora de l'Oficina de l'Organització per a l'Alliberament de Palestina a Madrid. De 1976 a 1980 va treballar amb l'OAP a Mèxic. Quan tornà es va establir a Lleida, on ha treballat com a professora d'ensenyament secundari a l'IES Guindàvols de Lleida.
Militant d'Iniciativa per Catalunya, de 1987 a 1993 va ser responsable d'ensenyament i secretària de la Dona de CCOO de Lleida. Fou escollida diputada a les eleccions generals espanyoles de 1993 i 1996. De 1993 a 1996 fou vicepresidenta Segona de la Comissió de Política Social i Ocupació i secretària de la Comissió de Peticions del Congrés dels Diputats i de 1996 a 1998 portaveu de la Comissió de Defensa. A les eleccions generals espanyoles de 2000 fou candidata al Senat d'Espanya d'ICV per Lleida, però no fou escollida.
El 1997 fou expulsada del grup parlamentari Izquierda Unida amb Joan Saura i Laporta per oposar-se a les directrius de Julio Anguita. El 2004 fou nomenada vicepresidenta d'Iniciativa per Catalunya-Verds i després de les eleccions municipals de 2003 fou nomenada consellera delegada de sostenibilitat i medi ambient a la Paeria de Lleida. De 2004 a 2008 també fou vicepresidenta de la secretaria política d'Iniciativa per Catalunya.